# Idmidronea australis
Idmidronea australis är en mossdjursart som först beskrevs av William MacGillivray 1882.  Idmidronea australis ingår i släktet Idmidronea och familjen Tubuliporidae. Inga underarter finns listade i Catalogue of Life.